# Trứng luộc

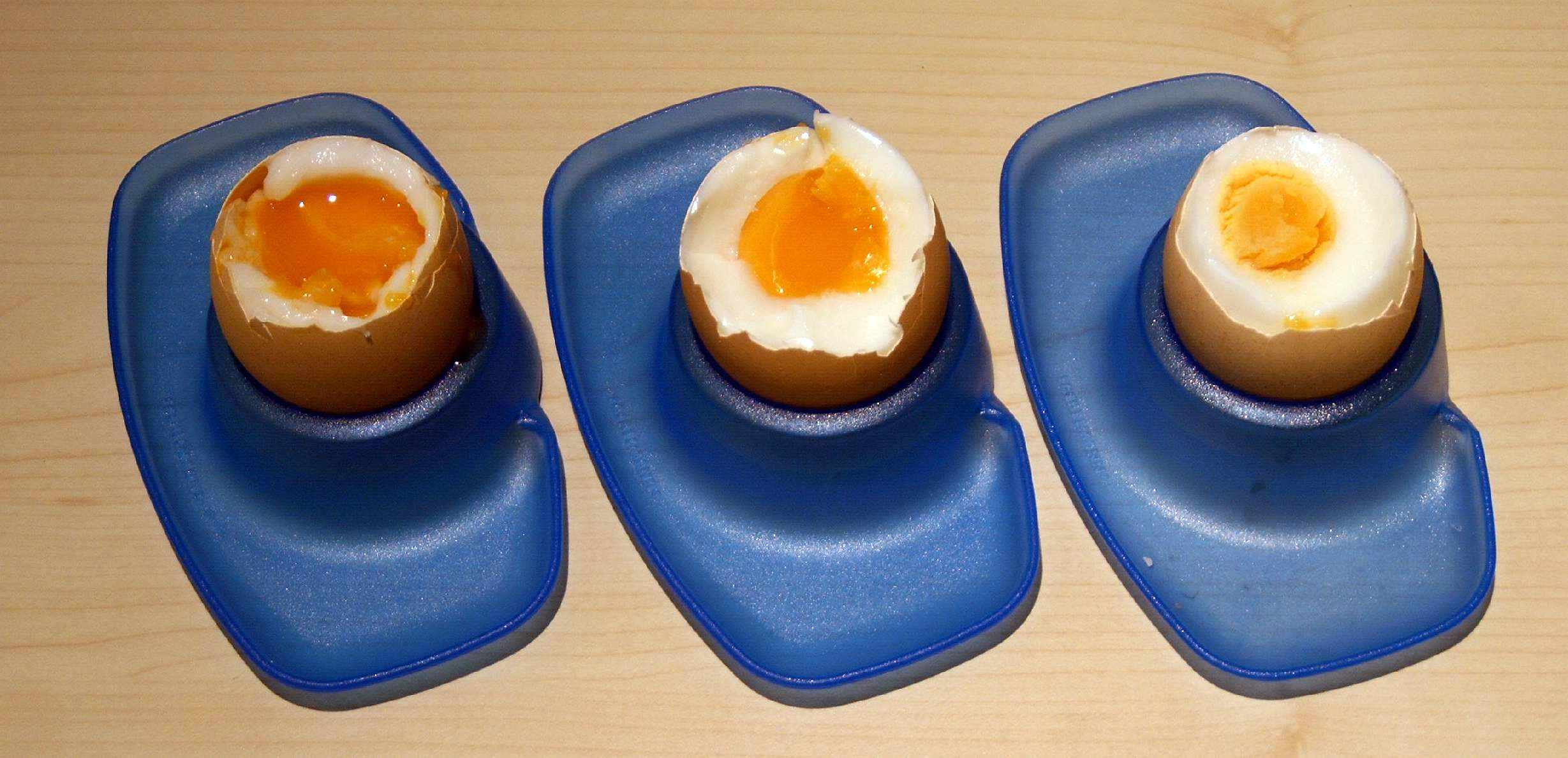
Trứng luộc. Với thời gian luộc từ trái qua phải: 4 phút, 7 phút, 9 phút.

Trứng luộc là cách luộc trứng (thường là trứng gà, còn nguyên vẹn vỏ) ngập trong nước. (Trứng đã bỏ vỏ trước khi luộc được gọi là trứng chần). Khi trứng được luộc kỹ cả lòng trắng lẫn lòng đỏ đều trở nên rắn. Trong khi đó, trứng lòng đào thì lòng đỏ và thậm chí cả lòng trắng vẫn ở dạng lỏng. Nhiều vùng trên thế giới đều ăn trứng luộc, đây là một trong những cách chế biến trứng dễ nhất, và trong hai cách luộc kể trên thì trứng luộc kỹ nấu dễ hơn trứng lòng đào.

## Trứng lòng đào
Để có món trứng lòng đào, người ta thả trứng, đun sôi nước rồi để lửa nhỏ khoảng 3 phút. 
.
Những ai nhạy cảm với khuẩn salmonela được khuyến cáo không nên dùng ăn do lòng đỏ chưa chín kỹ, ví dụ: trẻ em, người già và những ai có hệ miễn dịch yếu.

### Cách ăn
Quả trứng lòng đào được cắt ngang phần trên bằng dao, kéo, đặt trong cốc trứng, dùng thìa múc trứng ra ăn. Cũng có thể gõ nhẹ dập phần trên trứng rồi bóc vỏ hay thậm chí là cắt đôi dọc quả trứng thành hai nửa để dễ dàng dùng thìa ăn. Cách sau cùng này cần có thêm 1 chiếc cốc trứng ngang để giữ trứng khỏi lăn khi ăn.
Có thể ăn trứng lòng đào cùng bánh mì bơ cắt thành dải nhỏ, chấm vào lòng đào và ăn. Tại Anh, bánh mì này được gọi là soldiers.

## Trứng luộc kỹ

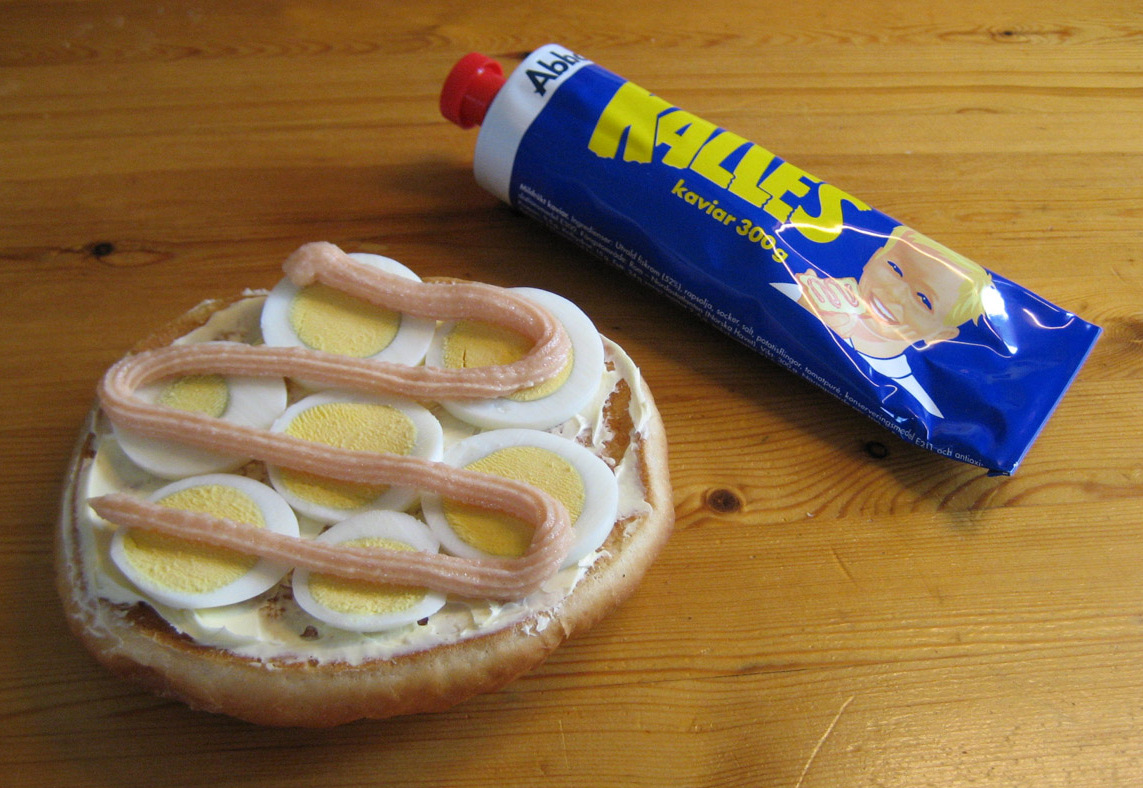
Món sandwich điển hình của Thụy Điển với trứng luộc và caviar tube.

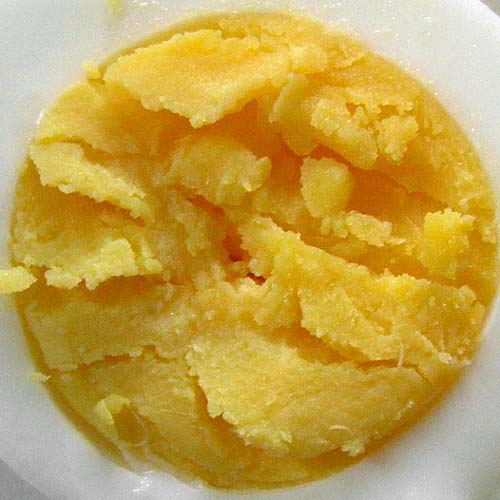
Trứng luộc kỹ.

Thông thường người ta luộc trứng 10-11 phút, tùy thuộc vào kích thước quả trứng. Có thể ăn nóng hoặc để lạnh. Trứng luộc để lạnh có thể cắt nhỏ thêm vào salad hay sandwich. Thông thường người ta chỉ đơn giản bóc vỏ trứng rồi ăn, tuy nhiên trứng luộc kỹ cũng có thể được đặt trong cốc trứng và ăn nóng nhất là với những ai khoái cách ăn trứng với cốc của món trứng lòng đào, mà không muốn bị rắc rối với khuẩn salmonella.
Trứng luộc kỹ cũng là một thành phần quen thuộc trong nhiều món ăn khác (bánh bao, salad, mì vằn thắn...vv...)

### Cách chế biến
Một số đầu bếp (ví dụ như Julia Child, Alton Brown và Martha Stewart) khuyên nên đậy chặt nắp nồi luộc trứng 20 phút sau khi nước sôi, sau đó vớt ra đặt trong 1 bát đá lạnh  Lý giải cho cách nấu này là khi nước nguội dần, chỉ cần 1 lượng nhiệt vừa đủ được truyền sang trứng.
Công thức cách luộc thông thường như sau:
- Đặt trứng vào nồi nước vừa ngập trứng để lên bếp
- Bật bếp, không nên đậy nắp để trứng đỡ bị vỡ
- Khi sôi giảm nhiệt, mở nắp nếu có
- Thỉnh thoảng dùng đũa khuấy nhẹ xoay trứng (để lòng đỏ ở vị trí trung tâm trứng)
- Tùy theo ý thích mà ta canh khoảng:

2 - 3 phút được lòng đào, lòng trắng mềm.
5 - 7 phút được lòng đỏ vừa chín mềm, lòng trắng chín.
9 - 10 phút được lòng đỏ màu vàng nhạt.
- Tắt bếp, vớt trứng ra

(Tùy theo nhiệt độ và cỡ trứng mà thời gian canh sẽ khác)
Nếu đầu bếp làm nguội trứng nhanh bằng cách đổ nước lạnh lên, trứng sẽ co lại một chút khiến việc bóc vỏ dễ dàng hơn, cách này cũng khiến lớp ngoài lòng đỏ không bị đổi màu xám gây mất thẩm mỹ khi bóc ra.
Có thể dễ dàng bóc vỏ trứng bằng cách đập dập vỏ rồi xé lớp màng bên trong, vì màng nay có tác dụng giữ vỏ trứng nên việc bóc ra rất đơn giản.
Cũng theo các chuyên gia y tế, bạn không nên ngâm nước lạnh sau khi luộc vì khi đó lớp màng bảo vệ lúc trứng còn sống không còn nữa, khi ngâm nước lạnh, vỏ trứng cũng sẽ bị co lại kéo theo nước lạnh và vi khuẩn xâm nhập trứng.

### Bảo quản
Trứng luộc kỹ đã bóc vỏ có thể ngâm vào nước lạnh, cất tủ lạnh trong 1 tuần (thay nước hàng ngày) hoặc trong hộp kín không nước (nhớ bọc trứng trong khăn ướt).
Trứng luộc kỹ chưa bóc vỏ có thể cất trong tủ lạnh 2-3 tuần.
Trứng nấu chín kỹ cũng có thể cất trong tủ lạnh tới 1 tuần.
Lòng đỏ ngâm trong nước, cất kỹ và giữ lạnh trong 3 ngày. Lòng trắng trứng có thể giữ lạnh 4 ngày, họăc để đông lạnh trong 6 tháng.
Các nghiên cứu chứng minh thấy trứng muối cất kỹ có thể để tới vài tháng